# (16525) Shumarinaiko
(16525) Shumarinaiko es un asteroide perteneciente al cinturón de asteroides, región del sistema solar que se encuentra entre las órbitas de Marte y Júpiter.
Fue descubierto el 14 de febrero de 1991 por Kin Endate y Kazuro Watanabe desde el observatorio de Kitami.

## Designación y nombre
Designado provisionalmente como 1991 CU2, fue nombrado por el lago Shumarinai que está ubicado en la parte occidental de la cuenca de Nayoro. Fue creado artificialmente en 1943 mediante la construcción de una represa en el río Uryuu para riego y generación de electricidad hidráulica. Como uno de los parques naturales de la prefectura, el lago es conocido por sus hermosos paisajes.

## Características orbitales
(16525) Shumarinaiko está situado a una distancia media del Sol de 2,400 ua, pudiendo alejarse hasta 2,732 ua y acercarse hasta 2,068 ua. Su excentricidad es 0,138 y la inclinación orbital 2,422 grados. Emplea 1357,90 días en completar una órbita alrededor del Sol.
Pertenece a la familia de asteroides de (135) Hertha.

## Características físicas
La magnitud absoluta de (16525) Shumarinaiko es 13,83. Tiene 5,253 km de diámetro y su albedo se estima en 0,306.
En 2013 se descubrió que poseía un satélite que todavía no ha recibido designación.